# Houston-Marathon

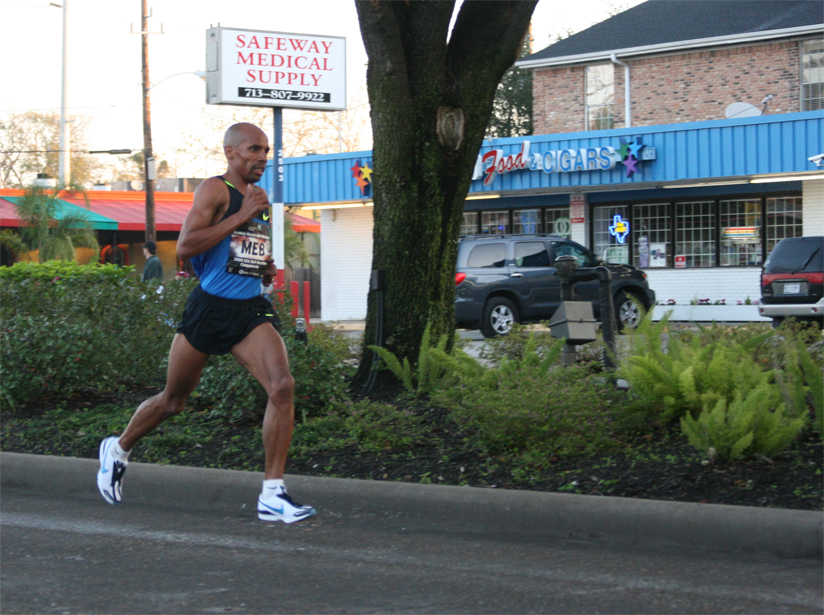
Meb Keflezighi gewinnt 2009 das Halbmarathonrennen im Rahmen des Houston-Marathons

Der Houston-Marathon (offizieller Name Chevron Houston Marathon nach dem Hauptsponsor, der Chevron Corporation) ist ein Marathon in Houston (Texas), der seit 1972 jährlich stattfindet. Veranstalter ist das Houston Marathon Committee. Die ersten beiden Ausgaben wurden jeweils im Dezember ausgetragen, seit 1975 startet der Marathon im Januar. Aufgrund dieser Terminverschiebung fand der Houston-Marathon 1974 nicht statt. 2021 wurde er auf Grund der anhaltenden COVID-19-Pandemie virtuell ausgetragen.
Im Rahmen der Veranstaltung werden gewöhnlich auch ein Halbmarathon und ein 5-km-Volkslauf angeboten.

## Strecke
Der flache Rundkurs startet vor dem Minute Maid Park in der unmittelbaren Nähe des George R. Brown Convention Centers. Nach einem etwa acht Kilometer langen Bogen Richtung Norden führt die Strecke zunächst in südwestlicher Richtung vorbei am Hermann Park und an der Rice University weiter zum bekannten Einkaufszentrum The Galleria und von dort zurück zum Ziel am George R. Brown Convention Center. Die Temperaturen am Veranstaltungstag bewegen sich üblicherweise zwischen 7 und 17 °C.
Im Rahmen der Veranstaltung wurden mehrfach US-amerikanische Meisterschaften im Halbmarathon- und im Marathonlauf ausgetragen. Außerdem gilt der Houston-Marathon bei einheimischen Läufern als beliebtes Qualifikationsrennen für den Boston-Marathon.

## Statistik

### Streckenrekorde
Marathon
- Männer: 2:06:39 h, Zouhair Talbi (MAR), 2024
- Frauen: 2:19:12 h, Keira D’Amato (USA), 2022

Damit rangiert der Houston-Marathon, mit 4:26:03 h, auf der Liste der schnellsten Marathonveranstaltungen (ermittelt durch Addition der Streckenrekorde) auf Platz 18 weltweit.
Halbmarathon
- Männer: 59:22 min, Feyisa Lilesa (ETH), 2012
- Frauen: 1:04:37 h, Sutume Asefa Kebede (ETH), 2024

### Siegerlisten
Quellen: Website des Veranstalters, ARRS

#### Marathon
| Datum         | Männer                                           | Nation                                           | Zeit                                             | Frauen                                           | Nation                                           | Zeit                                             |
| ------------- | ------------------------------------------------ | ------------------------------------------------ | ------------------------------------------------ | ------------------------------------------------ | ------------------------------------------------ | ------------------------------------------------ |
| 14. Jan. 2024 | Zouhair Talbi                                    | Marokko                                          | 2:06:39                                          | Rahma Tusa                                       | Äthiopien                                        | 2:19:33                                          |
| 15. Jan. 2023 | Dominic Ondoro                                   | Kenia                                            | 2:10:36                                          | Hitomi Niiya                                     | Japan                                            | 2:19:24                                          |
| 16. Jan. 2022 | James Ngandu                                     | Kenia                                            | 2:11:03                                          | Keira D’Amato                                    | Vereinigte Staaten                               | 2:19:12                                          |
| 13. Jan. 2021 | wegen der anhaltenden COVID-19-Pandemie abgesagt | wegen der anhaltenden COVID-19-Pandemie abgesagt | wegen der anhaltenden COVID-19-Pandemie abgesagt | wegen der anhaltenden COVID-19-Pandemie abgesagt | wegen der anhaltenden COVID-19-Pandemie abgesagt | wegen der anhaltenden COVID-19-Pandemie abgesagt |
| 19. Jan. 2020 | Kelkile Gezahegn                                 | Äthiopien                                        | 2:08:36                                          | Askale Merachi                                   | Äthiopien                                        | 2:23:29                                          |
| 20. Jan. 2019 | Albert Korir                                     | Kenia                                            | 2:10:02                                          | Bruktayit Eshetu -3-                             | Äthiopien                                        | 2:23:28                                          |
| 14. Jan. 2018 | Bazu Worku -3-                                   | Äthiopien                                        | 2:08:30                                          | Bruktayit Eshetu -2-                             | Äthiopien                                        | 2:24:51                                          |
| 15. Jan. 2017 | Dominic Ondoro                                   | Kenia                                            | 2:12:05                                          | Meskerem Assefa                                  | Äthiopien                                        | 2:30:18                                          |
| 17. Jan. 2016 | Gebo Burka                                       | Äthiopien                                        | 2:10:54                                          | Bruktayit Eshetu                                 | Äthiopien                                        | 2:26:07                                          |
| 18. Jan. 2015 | Birhanu Gidefa                                   | Äthiopien                                        | 2:08:03                                          | Yebrgual Melese                                  | Äthiopien                                        | 2:23:23                                          |
| 19. Jan. 2014 | Bazu Worku -2-                                   | Äthiopien                                        | 2:07:32                                          | Abebech Afework                                  | Äthiopien                                        | 2:25:52                                          |
| 13. Jan. 2013 | Bazu Worku                                       | Äthiopien                                        | 2:10:17                                          | Merima Mohammed                                  | Äthiopien                                        | 2:23:37                                          |
| 15. Jan. 2012 | Tariku Jufar                                     | Äthiopien                                        | 2:06:51                                          | Alemitu Abera                                    | Äthiopien                                        | 2:23:14                                          |
| 30. Jan. 2011 | Bekana Daba                                      | Äthiopien                                        | 2:07:04                                          | Mamitu Daska                                     | Äthiopien                                        | 2:26:33                                          |
| 17. Jan. 2010 | Teshome Gelana                                   | Äthiopien                                        | 2:07:37                                          | Teyba Erkesso -2-                                | Äthiopien                                        | 2:23:53                                          |
| 18. Jan. 2009 | Deriba Merga                                     | Äthiopien                                        | 2:07:52                                          | Teyba Erkesso                                    | Äthiopien                                        | 2:24:18                                          |
| 13. Jan. 2008 | David Emmanuel Cheruiyot -3-                     | Kenia                                            | 2:12:32                                          | Dire Tune -2-                                    | Äthiopien                                        | 2:24:40                                          |
| 14. Jan. 2007 | Katera Feyissa                                   | Äthiopien                                        | 2:11:39                                          | Dire Tune                                        | Äthiopien                                        | 2:26:52                                          |
| 15. Jan. 2006 | David Emmanuel Cheruiyot -2-                     | Kenia                                            | 2:12:02                                          | Firaja Sultanowa-Schdanowa                       | Russland                                         | 2:32:25                                          |
| 16. Jan. 2005 | David Emmanuel Cheruiyot                         | Kenia                                            | 2:14:50                                          | Kelly Keane                                      | Vereinigte Staaten                               | 2:32:27                                          |
| 18. Jan. 2004 | Marek Jaroszewski                                | Polen                                            | 2:18:51                                          | Margarita Tapia                                  | Mexiko                                           | 2:28:36                                          |
| 19. Jan. 2003 | Sean Wade                                        | Neuseeland                                       | 2:24:43                                          | Albina Galljamowa                                | Russland                                         | 2:42:37                                          |
| 20. Jan. 2002 | Drew Prisner                                     | Vereinigte Staaten                               | 2:28:43                                          | Becky Sondag                                     | Vereinigte Staaten                               | 2:50:49                                          |
| 14. Jan. 2001 | Chris Ciamarra                                   | Vereinigte Staaten                               | 2:29:27                                          | Stacie Alboucrek                                 | Vereinigte Staaten                               | 2:43:40                                          |
| 16. Jan. 2000 | Stephen Ndungu -3-                               | Kenia                                            | 2:11:28                                          | Tetjana Posdnjakowa -3-                          | Ukraine                                          | 2:32:25                                          |
| 17. Jan. 1999 | Stephen Ndungu -2-                               | Kenia                                            | 2:14:56                                          | Tetjana Posdnjakowa -2-                          | Ukraine                                          | 2:33:23                                          |
| 18. Jan. 1998 | Stephen Ndungu                                   | Kenia                                            | 2:11:23                                          | Gwyn Coogan                                      | Vereinigte Staaten                               | 2:33:37                                          |
| 12. Jan. 1997 | Åke Eriksson                                     | Schweden                                         | 2:19:21                                          | Claudia Dreher                                   | Deutschland                                      | 2:36:13                                          |
| 21. Jan. 1996 | Tumo Turbo                                       | Äthiopien                                        | 2:10:34                                          | Adriana Fernández                                | Mexiko                                           | 2:31:59                                          |
| 15. Jan. 1995 | Peter Fonseca                                    | Kanada                                           | 2:11:52                                          | Tetjana Posdnjakowa                              | Ukraine                                          | 2:29:57                                          |
| 16. Jan. 1994 | Colin Moore                                      | Vereinigtes Königreich                           | 2:13:34                                          | Alewtina Naumowa                                 | Russland                                         | 2:34:47                                          |
| 24. Jan. 1993 | Frank Bjorkli                                    | Norwegen                                         | 2:13:21                                          | Kristy Johnston                                  | Vereinigte Staaten                               | 2:29:05                                          |
| 26. Jan. 1992 | Filemón López                                    | Mexiko                                           | 2:13:12                                          | Janis Klecker                                    | Vereinigte Staaten                               | 2:30:12                                          |
| 20. Jan. 1991 | Carey Nelson                                     | Kanada                                           | 2:12:28                                          | Veronique Marot -3-                              | Vereinigtes Königreich                           | 2:30:55                                          |
| 14. Jan. 1990 | Paul Pilkington                                  | Vereinigte Staaten                               | 2:11:13                                          | Maria Trujillo                                   | Vereinigte Staaten                               | 2:32:55                                          |
| 15. Jan. 1989 | Richard Kaitany                                  | Kenia                                            | 2:10:04                                          | Veronique Marot -2-                              | Vereinigtes Königreich                           | 2:30:16                                          |
| 17. Jan. 1988 | Geir Kvernmo                                     | Norwegen                                         | 2:11:44                                          | Linda Zeman                                      | Vereinigte Staaten                               | 2:34:52                                          |
| 18. Jan. 1987 | Derrick May                                      | Südafrika                                        | 2:11:51                                          | Bente Moe                                        | Norwegen                                         | 2:32:37                                          |
| 19. Jan. 1986 | Paul Cummings                                    | Vereinigte Staaten                               | 2:11:32                                          | Veronique Marot                                  | Vereinigtes Königreich                           | 2:31:33                                          |
| 6. Jan. 1985  | Marty Froelick                                   | Vereinigte Staaten                               | 2:11:14                                          | Sylvie Ruegger                                   | Kanada                                           | 2:28:36                                          |
| 15. Jan. 1984 | Charlie Spedding                                 | Vereinigtes Königreich                           | 2:11:54                                          | Ingrid Kristiansen -2-                           | Norwegen                                         | 2:27:51                                          |
| 16. Jan. 1983 | Hailu Ebba                                       | Äthiopien                                        | 2:12:17                                          | Ingrid Kristiansen                               | Norwegen                                         | 2:33:27                                          |
| 24. Jan. 1982 | Benji Durden                                     | Vereinigte Staaten                               | 2:11:12                                          | Laurie Binder                                    | Vereinigte Staaten                               | 2:40:56                                          |
| 10. Jan. 1981 | Bill Rodgers                                     | Vereinigte Staaten                               | 2:12:20                                          | Patti Catalano                                   | Vereinigte Staaten                               | 2:35:28                                          |
| 19. Jan. 1980 | Ron Tabb -2-                                     | Vereinigte Staaten                               | 2:13:35                                          | Vanessa Vajdos                                   | Vereinigte Staaten                               | 2:44:45                                          |
| 20. Jan. 1979 | Tom Antczak                                      | Vereinigte Staaten                               | 2:15:28                                          | Sue Petersen                                     | Vereinigte Staaten                               | 2:46:17                                          |
| 21. Jan. 1978 | Ron Tabb                                         | Vereinigte Staaten                               | 2:17:11                                          | Peggy Kokernot                                   | Vereinigte Staaten                               | 3:01:54                                          |
| 22. Jan. 1977 | Clent Mericle -2-                                | Vereinigte Staaten                               | 2:27:46                                          | Dorothy Doolittle -2-                            | Vereinigte Staaten                               | 3:00:34                                          |
| 17. Jan. 1976 | Jeff Wells                                       | Vereinigte Staaten                               | 2:17:46                                          | Marsha Johnson                                   | Vereinigte Staaten                               | 3:37:04                                          |
| 18. Jan. 1975 | Clent Mericle                                    | Vereinigte Staaten                               | 2:35:00                                          | Dorothy Doolittle                                | Vereinigte Staaten                               | 3:31:24                                          |
| 29. Dez. 1973 | Juan Garza                                       | Vereinigte Staaten                               | 2:37:47                                          | Nancy Laird                                      | Vereinigte Staaten                               | 4:29:07                                          |
| 30. Dez. 1972 | Danny Green                                      | Vereinigte Staaten                               | 2:32:33                                          | Tanya Trantham                                   | Vereinigte Staaten                               | 5:11:55                                          |

#### Halbmarathon
| Datum | Männer                                           | Nation                                           | Zeit                                             | Frauen                                           | Nation                                           | Zeit                                             |
| ----- | ------------------------------------------------ | ------------------------------------------------ | ------------------------------------------------ | ------------------------------------------------ | ------------------------------------------------ | ------------------------------------------------ |
| 2024  | Jemal Yimer                                      | Äthiopien                                        | 1:00:42                                          | Sutume Asefa Kebede                              | Äthiopien                                        | 1:04.37                                          |
| 2023  | Leul Gebresilase Aleme                           | Äthiopien                                        | 1:00:34                                          | Hiwot Gebremaryam                                | Äthiopien                                        | 1:06:28                                          |
| 2022  | Milkesa Mengesha                                 | Äthiopien                                        | 1:00:24                                          | Victory Chepngeno                                | Kenia                                            | 1:05:03                                          |
| 2021  | wegen der anhaltenden COVID-19-Pandemie abgesagt | wegen der anhaltenden COVID-19-Pandemie abgesagt | wegen der anhaltenden COVID-19-Pandemie abgesagt | wegen der anhaltenden COVID-19-Pandemie abgesagt | wegen der anhaltenden COVID-19-Pandemie abgesagt | wegen der anhaltenden COVID-19-Pandemie abgesagt |
| 2020  | Jemal Yimer                                      | Äthiopien                                        | 0 59:25                                          | Hitomi Niiya                                     | Japan                                            | 1:06:38                                          |
| 2019  | Shura Kitata                                     | Äthiopien                                        | 1:00:11                                          | Brigid Kosgei                                    | Kenia                                            | 1:05:50                                          |
| 2018  | Jake Robertson                                   | Neuseeland                                       | 1:00:01                                          | Ruti Aga                                         | Äthiopien                                        | 1:06:39                                          |
| 2017  | Leonard Korir                                    | Vereinigte Staaten                               | 1:01:14                                          | Veronica Nyaruai                                 | Kenia                                            | 1:07:58                                          |
| 2016  | Lelisa Desisa                                    | Äthiopien                                        | 1:00:37                                          | Mary Wacera                                      | Kenia                                            | 1:06:29                                          |
| 2015  | Diego Estrada                                    | Vereinigte Staaten                               | 1:00:51                                          | Kim Conley                                       | Vereinigte Staaten                               | 1:09:44                                          |
| 2014  | Meb Keflezighi                                   | Vereinigte Staaten                               | 1:01:23                                          | Serena Burla                                     | Vereinigte Staaten                               | 1:10:48                                          |
| 2013  | Feyisa Lilesa -2-                                | Äthiopien                                        | 1:01:54                                          | Mamitu Daska                                     | Äthiopien                                        | 1:09:53                                          |
| 2012  | Feyisa Lilesa                                    | Äthiopien                                        | 0 59:22                                          | Belaynesh Oljira                                 | Äthiopien                                        | 1:08:26                                          |
| 2011  | Jeffrey Eggleston                                | Vereinigte Staaten                               | 1:08:26                                          | Colleen De Reuck                                 | Vereinigte Staaten                               | 1:16:19                                          |
| 2010  | Antonio Vega                                     | Vereinigte Staaten                               | 1:01:54                                          | Shalane Flanagan                                 | Vereinigte Staaten                               | 1:09:41                                          |
| 2009  | Meb Keflezighi                                   | Vereinigte Staaten                               | 1:01:25                                          | Magdalena Lewy-Boulet                            | Vereinigte Staaten                               | 1:11:47                                          |
| 2008  | James Carney                                     | Vereinigte Staaten                               | 1:02:21                                          | Kate O’Neill                                     | Vereinigte Staaten                               | 1:11:57                                          |
| 2007  | Ryan Hall                                        | Vereinigte Staaten                               | 0 59:43                                          | Elva Dryer                                       | Vereinigte Staaten                               | 1:11:42                                          |
| 2006  | Nicodemus Malakwen                               | Kenia                                            | 1:02:07                                          | Asmae Leghzaoui                                  | Marokko                                          | 1:11:53                                          |
| 2005  | Julius Kibet Kosgei                              | Kenia                                            | 1:03:17                                          | Olga Romanowa                                    | Russland                                         | 1:12:36                                          |
| 2004  | Gilbert Cheruiyot Koech                          | Kenia                                            | 1:03:08                                          | Colleen De Reuck                                 | Vereinigte Staaten                               | 1:10:55                                          |
| 2003  | Scott Strand                                     | Vereinigte Staaten                               | 1:05:13                                          | Beth Old                                         | Vereinigte Staaten                               | 1:17:03                                          |
| 2002  | Justin Chaston                                   | Vereinigte Staaten                               | 1:08:42                                          | Christy Nielsen-Crotta                           | Vereinigte Staaten                               | 1:21:37                                          |